# Rio Dali (Vaiose Zor)
O rio Dali (Dali çayı[a]; em armênio: Դալիչայ գետ; romaniz.: Daličʿay get) é um rio da Armênia, que flui na província de Vaiose Zor. É um dos tributários do rio Arpa, que por sua vez faz parte da bacia hidrográfica do rio Aras. Deságua no Arpa próximo de sua nascente, não muito longe da cidade de Jermuque. Seu vale contém fontes minerais dessalinizadas frias (+13°), que são semelhantes em composição às fontes de Jermuque.